# Tipula hellenorum
Tipula hellenorum är en tvåvingeart som beskrevs av Brulle 1833. Tipula hellenorum ingår i släktet Tipula och familjen storharkrankar. Inga underarter finns listade i Catalogue of Life.